# Sawtry St Andrew
Sawtry St Andrew var en civil parish fram till 1886 när den uppgick i Sawtry All Saints and St Andrew i grevskapet Huntingdonshire i England. Civil parish var belägen 14 km från Huntingdon och hade 368 invånare år 1881.